# Mikuláš VI. Pálffy z Erdődu
Mikuláš VI. hrabě Pálffy z Erdödu (maďarsky Erdődi gróf Pálffy Miklós, německy Nikolaus Graf Pálffy von Erdöd; 1. března 1657, Bratislava – 20. února 1732 tamtéž) byl uherský šlechtic z rodu Pálffyů, od roku 1718 byl polním maršálem císařské armády  a roku 1714 se stal palatinem Maďarska.

## Život a kariéra

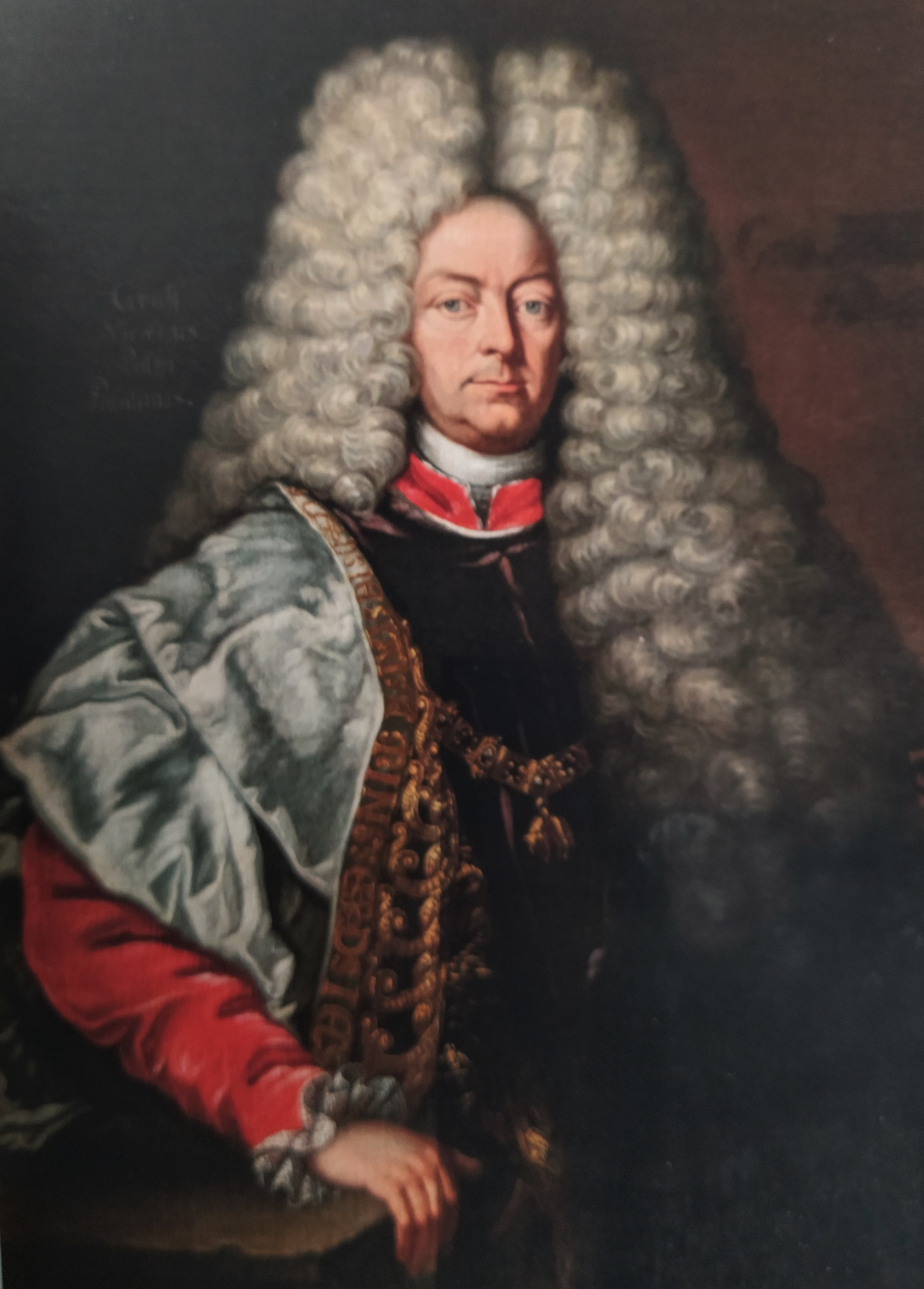
Mikuláš Pálffy (portrét z galerie nositelů Řádu zlatého rouna v Rytířském sále zámku Kunštát)

Narodil se jako syn českého kancléře Mikuláše IV. Pálffyho (1619–1679) a jeho manželky Marie Eleonory (1634–1693), rozené hraběnky z Harrachu. Pálffyové se řadili mezi starou maďarskou šlechtu. V roce 1581 jim byl udělen titul svobodných pánů a roku 1599 se stali říšskými hrabaty.
Někteří Pálffyové dobrovolně vstupovali do císařské armády, proto se i Mikuláš rozhodl pro vojenskou dráhu a již od svých prvních úkolů se vyznamenal. V roce 1683 stanul v čele pálffyovských hajduků (pozdějších husarských pluků). Vzhledem ke svým úspěchům při obraně Vídně a následným tažením do roku 1687 mu bylo svěřeno velení nad ostřihomskou pevností.
V roce 1688 bojoval pod velením kurfiřta Maxmiliána II. Bavorského u Bělehradu, kde se svou jízdou přinutil Turky opustit první zákopy. Je zmiňován zejména v souvislosti s bitvách u Patačiny na srbské Moravě a u Niše. Za chrabrost v posledně zmíněné bitvě byl Pálffy císařem oceněn „Nejvyšším děkovným dopisem“, načež byl v roce 1690 povýšen na generálmajora a téhož roku se vyznamenal i u Bělehradu a v roce 1691 poblíž Slankamenu a v další bitvě o Petrovaradína. Poté v rychlém sledu následovala další Pálffyho povýšení:
- roku 1692 na poručíka-polního maršála a velitele Košic
- roku 1693 byl jmenován hlavní pokladníkem Uherského království
- roku 1694 se stal županem a kapitánem Bratislavy
- v roce 1699 se stal polním zbrojmistrem
- v roce 1700 skutečným tajným radou
- roku 1701 strážcem koruny a plukovníkem císařské osobní stráže (Trabantengarde)
- roku 1711 nejvyšší štolba císařovny Eleonory a rytíř zlatého rouna
- roku 1713 uherským palatinem
- a roku 1718 do hodnosti generála-polního maršála.

Během této doby byl Pálffy opakovaně úspěšný v boji s Turky. Mj. také zajistil, aby maďarské jednotky byly náležitě a rychle vyzbrojeny, zajistil dostatečné zásoby proviantu a výzbroje ve vojenských skladech, a společně s kardinálem arcibiskupem kaločským hrabětem Emerichem Csákym 30. června 1722 na zasedání zemského sněmu v Bratislavě inicioval jednomyslné přijetí Pragmatické sankce.
Pálffy vedl důvěrnou korespondenci s princem Evženem Savojským o Rákócziho povstání v roce 1704. Pálffy byl od roku 1680 ženatý s Alžbětou, rozenou svobodnou paní Weichsovou, s níž založil tzv. starší Mikulášovu linii Pálffyů.
Mikuláš hrabě Pálffy z Erdödu zemřel v Bratislavě a byla pohřben v rodinné hrobce ve františkánském klášteře v Malackách.